# Station Cires-lès-Mello
Station Cires-lès-Mello is een spoorwegstation in de Franse gemeente Cires-lès-Mello.

## Foto's

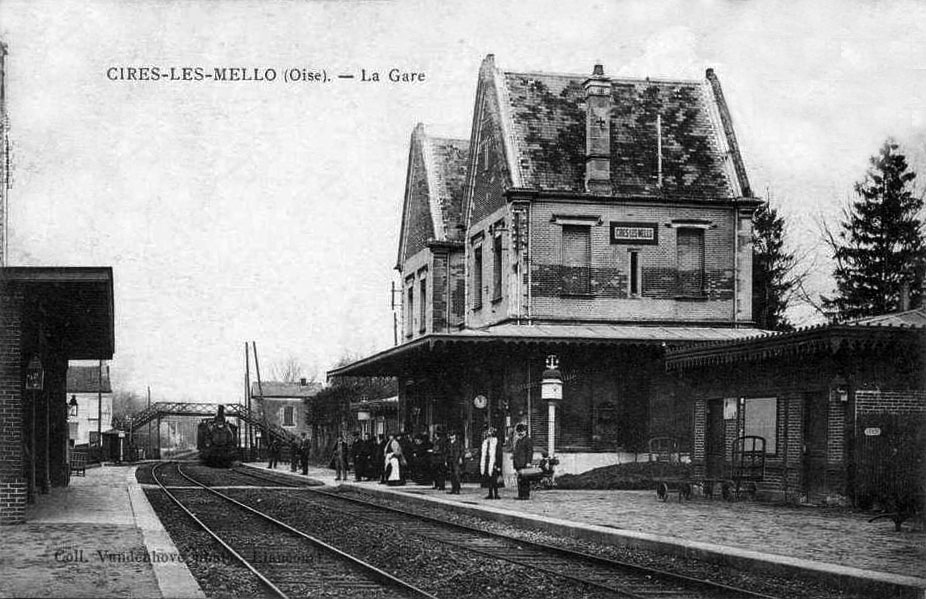
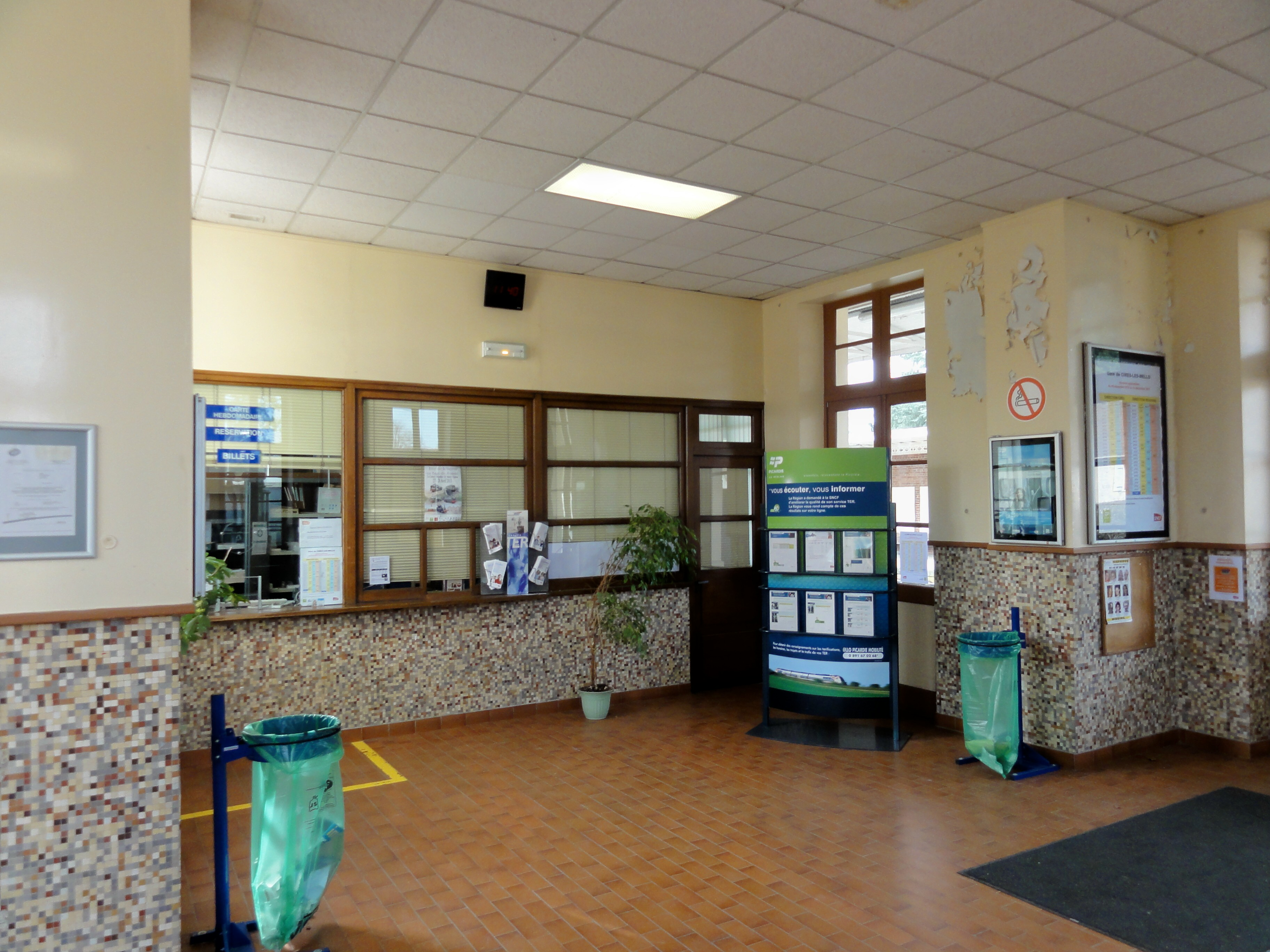